# ウェールズの君主
ウェールズの君主（ウェールズのくんしゅ）では、イングランド王エドワード1世に征服される以前のウェールズに存在した君主（王、プリンス）について説明する。13世紀にサウェリン・アプ・グリフィズがウェールズのほぼ全域を支配し、ウェールズ大公（プリンス・オブ・ウェールズ）を称した。この大公家はエドワード1世によって滅亡したが、傍系からテューダー朝が出ている。古プリンス・オブ・ウェールズとも。

## ノルマン征服以前
ウェールズの諸王は、4世紀頃にスコットランドから渡来した戦士団長キネザを祖とするとされる。アングロ＝サクソン勢力がブリテン島に攻め寄せた6世紀のウェールズには、北部にはマーイルグン、南部にはヴォルティポリウス、中部にはキンラスという名の支配者が居たことが確認されている。アングロ＝サクソンの波はウェールズにも押し寄せ、634年にはグゥイネッズの王カドゥアソンが戦死しているが、これは来るべきイングランドとの対決の前哨戦とも言えよう。
その後、ウェールズには、グゥイネッズ、ポウィス、ダヴェド、ケレディジョン、モルガヌグの小王国が分立したが、このうち、グゥイネッズのカドゥアラドルはアングルシー島のアベルフラウに王宮を建設している。
東隣のイングランドでは、8世紀には、七王国のひとつアングル人系のマーシア王国にオファ王（在位: 757年 - 796年）が現れて覇を誇り、大陸のフランク王国のシャルルマーニュと対等にわたり合って力を誇示していた。しかし、このオファ王も西のウェールズに手を焼き、ウェールズ・イングランドの境に「オファの防塁」を造り上げた。
9世紀に入るとウェールズ統一に向けての動きが活発することになる。すなわち、825年に即位したメルヴィン・ヴリッヒは婚姻政策を通して勢力を拡大し、その息子で844年に即位したロドリはポウイス、セイサスグを併合し、同時期に押し寄せたヴァイキングも撃退する等して後に大王と呼ばれるようになった。
しかし、その死後に6人の息子達によって王国が分裂したこと（なお、この時に王家は大別してグゥイネッズ家とポウイス家に分裂し、さらに後者からデハイバルス家が生まれた）により事態は一変する。これに乗じたヴァイキングは再び動きを活発化し、セイサスグを継承したカデスはこれに耐えられずに、アルフレッド大王に庇護を求めたからである。ここにウェールズ君主のイングランドへの服従が始まった言っても良い。
カデスの息子のハウエルは婚姻政策に拠りダヴェドを獲得し、父王の死後には弟のクラドグと共にセイサスグを統治するが、後にこれを追放して920年頃には両王国を併せたデハイバルス王国を形成した。さらに、従兄弟でグゥイネッズを統治していたイドゥアル・ヴォイルが942年に戦死すると同地を征服し、加えてポウイスも征服し南東部を除く全ウェールズを統一した。他にも、自分の名を刻んだ硬貨を発行したり、ウェールズ法という慣習法を制定する等して、「善良王」という名を与えられた。
950年にハウエルが死ぬと王国は再び分裂して、イングランドとの友好も崩壊した。孫のマレディズは986年に再統一するも長続きせず、混乱が終息するのは、その外孫であるサウェリン・アプ・グリフィズの出現を待たなければならない。1039年にグゥイネッズとポウイスの王に即位したグリフィズ・アプ・サウェリンは、同年にリード・ア・グロイス（Rhyd y Groes）においてマーシア王国軍を撃破して支配権を確立し、1044年までにはセイサスグを征服している。イングランドからの支援を受けたデハイバルスの支配者であるグリフィズ・アプ・リゼルフが最大の障壁であったが、1055年に彼が死去すると、南東部を除く全ウェールズを再統一することに成功した。その後もイングランド軍の侵略を撃退することに成功し、全ウェールズおよび南西イングランドのごく一部の支配権を認められたが、1062年にウェセックス伯ハロルドの侵攻に伴い大打撃を受け、翌年には家臣に裏切られて殺された。

## イングランドとの戦い
1066年に、ノルマンディー公ウィリアムによってイングランドが征服されると（ノルマン・コンクエスト）、以後のイングランド国王はウェールズ征服を宿願と見なし、軍を進めることになる。当時のウェールズには、グリフィズ・アプ・ サウェリンの孫でグゥイネッズを統治するグリフィズ・アプ・カナンとデハイバルスを統治するリース・アプ・テウドゥルが権力を二分する形でイングランドの西進を抑えていたが、1093年にリースが死去するとイングランドはこれに乗じて一斉に軍を進めた。そして、1110年に即位したヘンリー1世はウェールズを己の直轄地とする政策を打ち出していく。

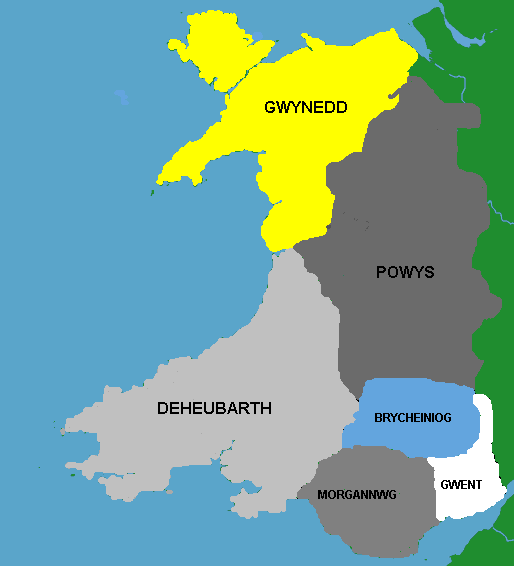
グゥイネッズ、ポウイス、デハイバルス等の小公国

ヘンリー1世即位時のウェールズは、デハイバルス、ポウイス、グゥイネッズの3つに分かれていた。デハイバルスではリースの跡を継いだ息子のグリフィズ・アプ・リースの許で王権が著しく弱体化し、ポウイスの侵略を受け、そのポウイスはアルゥイストリからケレディジョン、マエリエニッズまで勢力を拡大するものの、イングランドおよびグゥイネッズの攻撃を受けて弱体化した。残るグゥイネッズだが、グリフィズ・アプ・カナンの許で東はクルゥイッド川流域から南はマエリエニッズまで領土を拡大し、またイングランドとも友好関係を結ぶなどして、良く統治を保った。加えて、オーワイン・グゥイネッズの代にはヘンリー1世死去に伴うウェールズへの影響力低下に助けられ、1136年から始まる遠征によってアングルシー島からディー川河口までの北部海岸全体を制することに征服した。当時の詩人は彼をイングランドからの解放者と称えた。一方、一時は弱体化したポウイスとデハイバルスもそれぞれ、マドグ・アプ・マレディズ、リース・アプ・グリフィズの許で勢力を回復した。こうして11世紀後半のウェールズは、グゥイネッズ、ポウイス、デハイバルスの3つの公国に分けられた。
3公国の中で最初に指導的立場にあったのがデハイバルス公国である。リース・アプ・グリフィズは南西ウェールズの制圧に成功し、国内的にもウェールズ法の再編纂やシトー派修道院に援助を行うなどして国内の充実を図った。しかし、リチャード1世獅子心王に対して戦いを挑んだのが躓きの始まりであった。イングランドおよびポウイス、グゥイネッズの大攻勢を受けて、獲得した領土のほとんどを奪われたからである。加えて、リース死後のその息子達の相続争いで公国は分裂状態となった。
次に指導的立場を握ったのがポウイス公国である。12世紀頃の同公国は南北に分裂しており、南部のグウェンウィンウィンは全ウェールズ人のリーダーにならんとするもイングランドに阻まれ、息子のグリフィズはイングランドに進んで臣従して同化の道を歩んだ。北部のマドグ・アプ・マレディズは生き延びることに必死であった。そして、残るグゥイネッズの許でウェールズ大公国が成立するのである。

## ウェールズ大公の成立

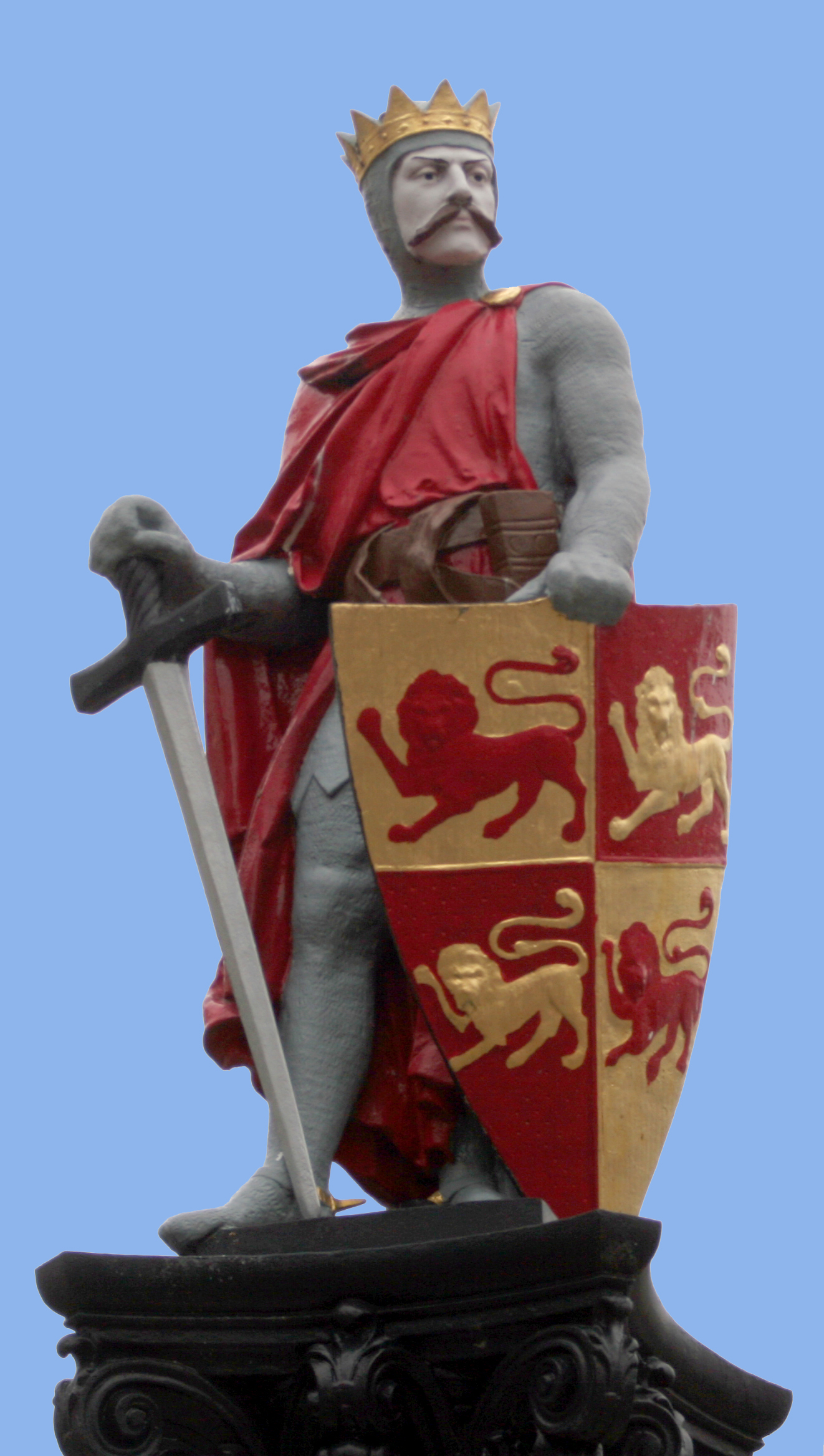
サウェリン・アプ・ヨルウェルス（大サウェリン）

1194年に全グゥイネッズを掌握し、翌年に公位に就いたサウェリン・アプ・ヨルウェルスは、全ウェールズ統一を目指して動き出すことになる。1199年には全北ウェールズ公の称号を帯び、イングランド王ジョンもこれを認めて庶子ジョウンを嫁がせている。しかし、サウェリンが中部ウェールズに対して支配権を強化すると、ジョンはそれまでの妥協策を捨て、1211年から1212年にかけてグゥイネッズに対して軍を進めた。サウェリンはこの遠征をむしろ好機と見なした。全ウェールズ人を団結させる理由を得たからである。これは成功し、サウェリンは全ウェールズの最高指揮官の地位に上り詰め、イングランド軍に対して大反撃をかけた。1217年には東南部を除く全ウェールズを征服するのに成功し、翌年のウスター条約でウェールズの支配者と認められた。
イングランドはこの条約を無視して1222年に反攻を開始し、その結果サウェリンは守勢に回ることを余儀なくされたが、全ウェールズの支配権は終始保持することに成功した。サウェリンは他にも自らを、全ウェールズの君主やグゥイネッズ公と称したりもした。これらの功績により、彼は後世大サウェリンと呼ばれるに至った。
1240年にサウェリンが死去すると、嫡子ダヴィズと庶子グリフィズの間で相続を巡ってウェールズが二分される。ヘンリー3世はこれに乗じて大攻勢をかけた。その結果、1246年にダヴィズは戦死し、翌年のウッドストック条約により、ウェールズはほぼイングランドの支配下に置かれることになったのである。
この屈辱的な状態の中から脱出しようと試みたのが、グリフィズの息子であるサウェリン・アプ・グリフィズである。彼は1250年にポウイス、デハイバルスの領主と密かに同盟を結んで、1255年にはグゥイネッズの支配権を握った。そして全ウェールズ人のリーダーとなったサウェリンは1257年から1258年にかけて、メイリオニズ、ケレディギオン北部、ビルス、ポウィスを奪回し、国内の対応に追われたヘンリー3世もこれを認めざるを得なかった。1258年頃からサウェリンは自らをウェールズ大公を称しているが、ここにウェールズ大公が成立したと言っても良い。加えて、1261年以降は、ポウィス中部や南東ウェールズに遠征し、マエリエニッズ、アベルホンジ、グウェントを獲得した。そして、1267年に結ばれたモンゴメリ条約により、ウェールズ大公の地位を得た。ウェールズ大公国が成立したのである。

## 滅亡
しかし、サウェリンの支配は磐石なものではなく、特に南東部で反抗の動きがみられた。1272年にエドワード1世が即位すると事態はさらに悪化する。エドワード1世は サウェリンが自らに対して臣下の礼を取らなかったことを理由に、ウィリアム征服王以来の宿願であった全ウェールズ征服に乗り出したからである。1274年に、サウェリンの弟であるダヴィズと南ポウイスの領主であったグリフィズ・アプ・グウェンウィンウィンがエドワード1世の許に亡命すると事態は有利に動いた。かくして、エドワード1世は1277年に15,600人にも及ぶ大軍でウェールズに攻め入り、サウェリンの方は――エドワード1世の離間策によって――力を結集することができずに大敗し、秋に結ばれたアベルコンウィ条約で封建家臣とされることを余儀なくされたのである。
もちろん、サウェリンはこの隷属状態に甘んじている訳にはゆかず、機を見て独立せんとして1282年に挙兵した。しかし、圧倒的な装備の差によって窮地に追い込まれ、同年12月11日にビルス郊外で戦死した。弟のダヴィズも翌年の6月に捕らえられて処刑された。ここにウェールズ大公家は滅亡した。
以降、ウェールズ大公の称号は、イングランド王の法定推定相続人に対して授けられた（プリンス・オブ・ウェールズの頁を参照）。

## テューダー朝に繋がる血筋

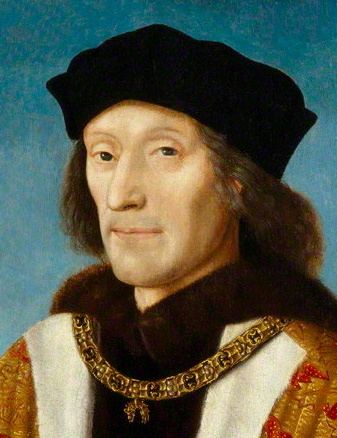
ヘンリー・テューダー（ヘンリー7世）

ウェールズ大公の本家は滅亡したが、傍系は生き残った。テューダー朝はその一つである。この家系はデハイバルス王家に属すディネフル家出身で、サウェリン・アプ・ヨルウェルスの宮廷で家老を務めたエドナヴェド・ヴァハンを祖とする。ヴァハンは、リース・アプ・グリフィズの娘で大サウェリンの大叔母であるグウェンシアン（Gwenllian ferch Rhys; 1178年頃 – 1236年）と結婚した。2人の孫である老ティディル（テューダー）はエドワード1世に取り入ることに成功し、その玄孫オウエン・テューダーはヘンリー5世の未亡人キャサリンと秘密裏に結婚した。そして2人の孫であるヘンリー7世が薔薇戦争を勝ち残り、イングランドの王冠を手に入れた。ヘンリー7世は自らの王権を正当化するために、アーサー王伝説と絡めつつ、ウェールズ大公家に繋がる血筋を最大限に利用した。

## ウェールズの統治者の一覧

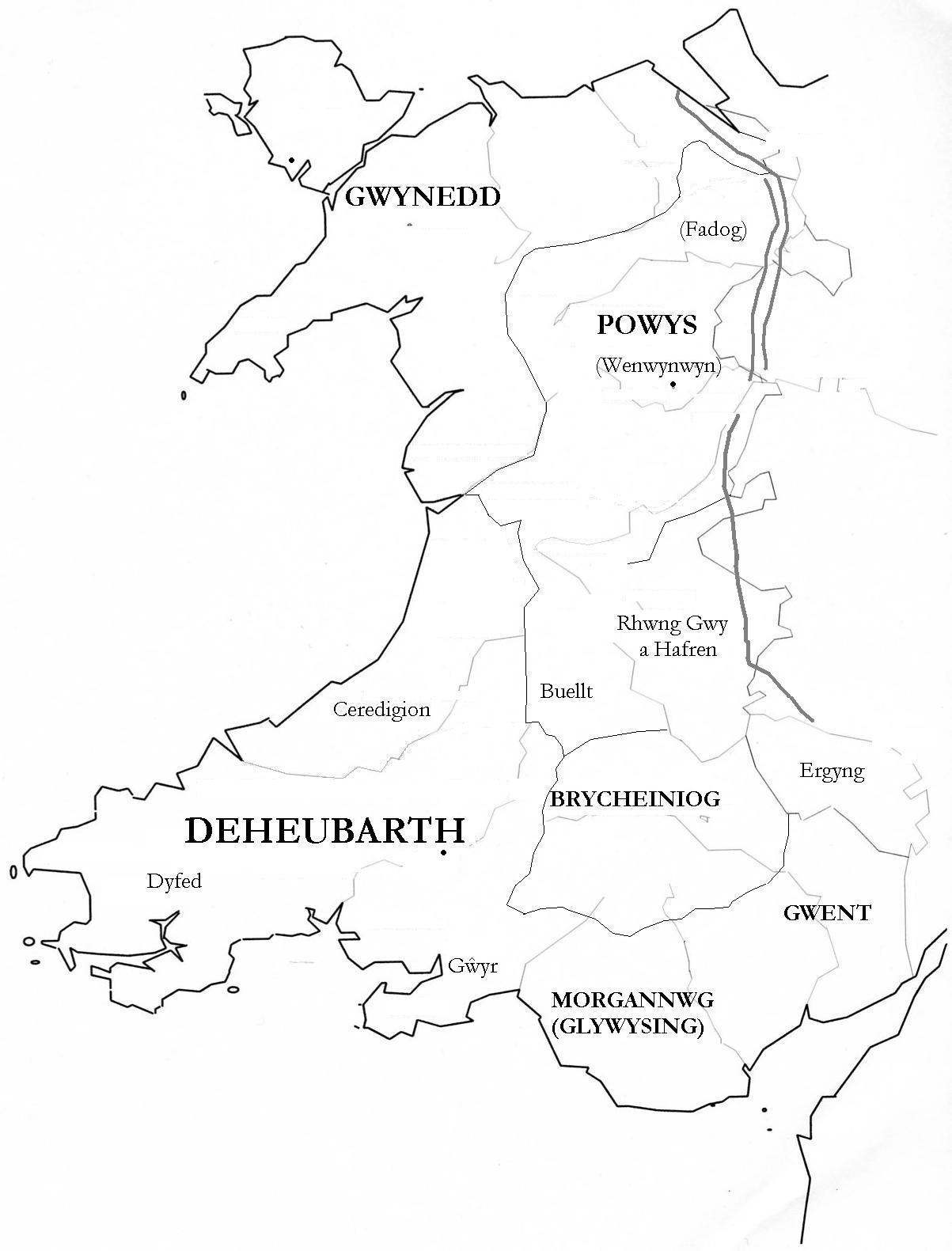
中世ウェールズ

ウェールズ征服が1282年に完了する前は、ウェールズは数多くの独立した王国から構成されていた。最も重要なのがグゥイネッズ、ポウイス、デハイバルス（元々はケレディジョン、セイサスグ、およびダヴェド）、グウェント、およびモルガヌグであった。国境の変化と世襲財産の均等分割は、ウェールズ全土を支配したプリンスがほとんどいなかったことを意味した。

### デハイバルス
909年、ダヴェドは（ケレディジョンを含む）セイサスグと合併しデハイバルスとなった。

#### ケレディジョン
- ケレディグ・アプ・キネザ（英語版） (424–453)[1][2][3]
- ウサイ Usai (453–490)
- セルイル Serwyl (490–525)
- ボズ Boddw (525–560)
- アルスヴォズ Arthfoddw (560–595)
- アルスルイス Arthlwys (595–630)
- クラドグ1世 Clydog I (630–665)

#### ダヴェド
- アヌン・ジー Anwn Ddu (c. 357)（"黒のアントニウス" のウェールズ語訳）; ウェールズの伝説によれば、ギリシア生まれで、その後マグヌス・マクシムスによってデメティアの統治者に任命された。アヌン・ダノド（Anwn Dynod、ラテン語名Antonius Donatus）としても知られる。王国はグウェントとブラヘイニョグ（英語版）を含んだ。
- エドナヴェド Ednyfed (c. 373); 王国はグエントのカエル・ウェント（英語版）地方も含んだ（残りは兄弟が相続した）。
- クロトリ Clotri (c. 405)
- トリフィン・ヴァルヴォグ（英語版） (c. 385)
- アエルゴル・ラウヒル（英語版） (to c. 515)
- ヴォルティポリウス (c. 540)
- Arthur ap Pedr (c. 585)
- クロテン（英語版） (c. 630); ブラヘイニョグのケインドレフと結婚し、2つの王国が連合した。
- ライン・アプ・カドゥガン（英語版） (c. 690-740); ブラヘイニョグの王でもあった。死後、王国は息子たちによって再び分割された。
- テウドゥル・アプ・ライン Tewdwr ap Rhain (c. 710)
- マレディズ・アプ・テウドゥル（英語版） (c. 740–797)
- ライン・アプ・マレディズ（英語版） (c. 797–808)
- オーワイン・アプ・マレディズ（英語版） (c. 808–811)
- トリフィン・アプ・ライン（英語版） (to c. 814)
- ハファイズ（英語版） (c. 830 生まれ,[4] 在位 ?-893)
- サワルフ・アプ・ハファイズ（英語版） (c. 893-904)
- ロドリ・アプ・ハファイズ（英語版） (c. 904-905)
- ハウエル・ザー（英語版）（"ハウエル善良王"） (c. 905-909)、ダヴェドを征服したセイサスグからの侵略者（しかし後世の年代記は彼がスワルフの娘との結婚によってダヴェドを獲得したと主張している）。

#### セイサスグ
- セイサス・アプ・クラドグ（英語版）、ケレディジョン公。名祖そしてセイサスグの創始者かもしれない[5]。
- アルセン Arthen ( –807)[5]
- ダヴンワソン Dyfnwallon[6]
- メイリグ Meurig
- グゴン（英語版） ( –872)

マナウ家
- アンハラッド（英語版）および大ロドリ（英語版）（執政; 872–878[1][3]）
- カデス・アプ・ロドリ（英語版）、アングハラドとロドリの次男 (878–909)[1]
- ハウエル・ザー（"ハウエル善良王"） (909-920)、セイサルとダヴェドをデハイバルスへと合併した。

#### デハイバルス
- ハウエル・ザー（"ハウエル善良王"）(920–950)[3]
- 息子、オーワイン・アプ・ハウエル（英語版） (950–986) 
  - ロドリ・アプ・ハウエル（英語版） (950–953)
  - エドゥイン・アプ・ハウエル（英語版） (950–954)
- オーワイン・アプ・ハウエルの息子、マレディズ・アブ・オーワイン（英語版） (986–999)
- カナン・アプ・ハウエル（英語版）、グゥイネッズ公 (999–1005)
- （マレディズ・アブ・オーワインの兄弟である）エイニオン・アブ・オーワインの息子たち（共同統治）
  - エドゥイン・アブ・エイニオン Edwin ab Einion (1005–1018)
  - カデス・アブ・エイニオン Cadell ab Einion (1005–1018)
- サウェリン・アプ・セイサス（英語版）、グゥイネッズ公 (1018–1023)
- リゼルフ・アプ・イエスティン（英語版）、グリウィシング公 (1023–1033)
- エドゥイン・アブ・エイニオンの息子、ハウエル・アブ・エドゥイン（英語版） (1033–1044)
- リゼルフ・アプ・イエスティンの息子、グリフィズ・アプ・リゼルフ（英語版） (1047–1055)
- グリフィズ・アプ・サウェリン（英語版）、グゥイネッズ公ならびに（唯一の）ウェールズ王（英語版）、マレディズ・アプ・オーワインの娘アングハラドの息子
- エドゥイン・アブ・エイニオンの孫息子、マレディズ・アブ・オーワイン・アブ・エドゥイン（英語版） (1063–1072)
- その兄弟、リース・アブ・オーワイン（英語版） (1072–1078)
- そのまたいとこ、リース・アプ・テウドゥル（英語版） (1078–1093)

デハイバルスは1093年から1155年までノルマン人の所有物だった。
- グリフィズ・アプ・リース（英語版） (1116–1137)、ノルマン人の許しを得てデハイバルスの一部を統治した。
- その息子、アナラウド・アプ・グリフィズ（英語版） (1136–1143)
- その兄弟、カデス・アプ・グリフィズ（英語版） (1143–1151)
- その兄弟、マレディズ・アプ・グリフィズ（英語版） (1151–1155)
- その兄弟、リース・アプ・グリフィズ（英語版）  (1155–1197)
- その息子、グリフィズ・アプ・リース（英語版） (1197–1201)、一時の間兄弟と共同統治
- マーイルグン・アプ・リース（英語版） (1199–1230)、兄弟と領土を争った
- しわがれ声のリース（リース・グリーグ（英語版））(1216–1234)

1234年から1283年まで、デハイバルスはグゥイネッズ公の支配下にあった。
- しわがれ声のリースの息子、リース・メヒス Rhys Mechyll (1234–1244)、デハイバルスの一部を統治
- その兄弟、マレディズ・アプ・リース Maredudd ap Rhys (1244–1271)、デハイバルスの一部を統治
- その息子、リース・アプ・マレディズ Rhys ap Maredudd (1271–1283)、デハイバルスの一部を統治

### グゥイネッズ

#### グゥイネッズ王国
- キネザ・"ウレディグ"・アプ・エデルン（凱旋将軍キネザ）(c. 450–c. 460)
- エイニオン・"アルス"・アプ・キネザ（英語版）（せっかちのエイニオン）(c. 470–c. 480)
  - オーワイン・ザントグゥイン（英語版）（ロース（英語版）; 5世紀末）
  - キンラス・ゴッホ（英語版）（ロース）および聖エイニオン（英語版）（シーン（英語版））アプ・オーワイン（5世紀末と5世紀初頭）
- カドゥアソン・"ラウヒル"・アプ・エイニオン（英語版）（長い手のカドゥアソン）(c. 500–c. 534)
- マーイルグン・"ヒル"・アプ・カドゥアソン（英語版）（のっぽのマーイルグン）(c. 520–c. 547)
- リーン・"ヒール"・アプ・マーイルグン（英語版）（のっぽのリーン）(c. 547–c. 580)
- ベリ・アプ・リーン（英語版） (c. 580–c. 599)
- イヤゴ・アプ・ベリ（英語版） (c. 599–c. 616)
- カドヴァン・アプ・イヤゴ (c. 613–c. 625)
- カドゥアソン・アプ・カドヴァン（英語版） (c. 625–634)
- カダヴァイル・"カドメズ"・アプ・キンヴェズ（英語版）（怠惰王カダヴァイル）(634–c. 655)
- カドゥアラドル・"ヴェンディガイド"・アプ・カドゥアソン（英語版）（神聖王カドゥアラドル）(c. 655–c. 682)
- イドゥアル・"イウルフ"・アプ・カドゥアラドル（英語版）（ノロジカ王イドゥアル）(c. 682–c. 720)
- ロドリ・"モルゥイノグ"・アプ・イドゥアル（英語版）（灰色の禿頭王ロドリ）(c. 720–c. 754)
- カラドグ・アプ・メイリオン（英語版） (c. 754–c. 798)
- カナン・"ディンダエスゥイ"・アプ・ロドリ（英語版）（ディンダエスゥイ（英語版）のカナン）(c. 798–816)
- ハウエル・アプ・ロドリ・モルゥイノグ（英語版） (814–825)
- メルヴィン・"ヴリッヒ"・アプ・グリアド（英語版）（そばかす王メルヴィン）(825–844)
- ロドリ・"マウル"・アプ・メルヴィン（英語版）（大ロドリ、ロドリ大王）(844–878)
- アナラウド・アプ・ロドリ（英語版） (878–916)、大ロドリの末裔の中で上位のアベルフラウ王朝を築いた。
- イドゥアル・ヴォイル（英語版）・アブ・アナラウド（禿頭王イドゥアル）(916–942)
- ハウエル・ザー（英語版）（善良王ハウエル）(942–950)（アベルフラウ家から王位を奪い、大ロドリの子孫のディネヴル朝（英語版）を興す）
- イヤゴ・アブ・イドゥアル（英語版） (950–979)（アベルフラウ家に王位が戻る）
- イェイアヴ・アブ・イドゥアル（英語版） (950–969)
- ハウエル・アプ・イェイアヴ（英語版） (974–985)
- カドゥアソン・アブ・イェイアヴ（英語版） (985–986)
- マレディズ・アブ・オーワイン（英語版） (986–999)、ディネヴル朝がグゥイネッズを手に入れる。
- カナン・アプ・ハウエル（英語版） (999–1005)、一時的にアベルフラウ朝に戻る。
- アーイザン・アプ・ブレガウリッド（英語版） (1005–1018)（アベルフラウ朝からグゥイネッズを奪う）
- サウェリン・アプ・セイサス（英語版） (1018–1023)（ポウイスのマスラヴァル朝（英語版）の庶家。アーイザン・アプ・ブレギウリドから王位を奪う）
- イヤゴ・アブ・イドゥアル・アプ・メイリグ（英語版） (1023–1039)（アベルフラウ朝に戻る）
- グリフィズ・アプ・サウェリン（英語版） (1039–1063)（サウェリンの息子グリフィズがアベルフラウ朝から王位を奪う）
- ブレジン・アプ・カンヴィン（英語版） (1063–1075)（ポウイスのマスラヴァル朝がイングランド王からグゥイネッズを「授与される」）
- トラハエアルン・アプ・カラドグ（英語版） (1075–1081)
- グリフィズ・アプ・カナン（英語版） (1081–1137)（アベルフラウ朝（英語版）に戻る）

#### ウェールズ大公
- オーワイン・グゥイネッズ・アプ・グリフィズ (1137–1170) （初めてウェールズ公〔羅: Princeps Wallensium〕と称した[7]）

#### アベルフラウ公およびスノードンの領主
- マーイルグン・アブ・オーワイン・グゥイネッズ（英語版） (1170–1173)
- ダヴィズ・アブ・オーワイン・グゥイネッズ（英語版） (1170–1195)（東部）
- ロドリ・アブ・オーワイン・グゥイネッズ（英語版） (1170–1190)（西部）
- サウェリン・"ヴァウル"・アプ・ヨルウェルス（英語版）（大サウェリン）(1195–1240)
- ダヴィズ・アプ・サウェリン（英語版） (1240–1246)（1244年以後はウェールズ公の称号を使用した）
- オーワイン・ゴッホ・アプ・グリフィズ（英語版）（赤毛のオーワイン）(1246–1255)
- サウェリン・アプ・グリフィズ（末代公サウェリン）(1246–1282)（1258年以後はウェールズ公の称号を使用した）
- ダヴィズ・アプ・グリフィズ（英語版） (1282–1283)（戴冠していないが、ウェールズ公位を請求）
- マドグ・アプ・サウェリン（英語版） (1294–1295)（戴冠していないが、ウェールズ公位を請求）
- オーワイン・アプ・トマス・アプ・ロドリ（英語版）（赤い手のオーワイン）(1372–1378)（亡命したが、ウェールズ公位を請求）

### モルガヌグ

#### グラウィシング
グラウィシング
- エウゲニウス Eugenius、マグヌス・マクシムスの息子
- マリウス Marius、エウゲニウスの息子
- ソラル Solar、マリウスの息子
- グラウィス（英語版）、ソラルの息子 (c. 470–c. 480)、王国名の由来。
  - グゥインサウ（英語版）、グリウィスの息子、グゥインスグ（英語版）（グラウィシングのカントレヴ）の統治者 (c. 480–523)
  - パウル Pawl、グリウィスの息子、ペニヘン（英語版）（グラウィシングのカントレヴ）の統治者 (c. 480–540)
  - メフゥイン Mechwyn、グリウィスの息子、ゴルヴィニッズ Gorfynydd（グラウィシングのカントレヴ）の統治者 (c. 480–c.500)
- カドク（英語版）、グゥインサウの息子、グゥインスグ (523–580) とペニヘン (540–580) の統治者、跡継ぎがなく死去
- グラウィシングはリース・アプ・イセルまでグエントの王によって統治された。
- リース・アプ・イセル（Rhys ap Ithel）/リース・アブ・イドゥアル（Rhys ab Idwal）、グエント王の息子 (c. 755–785)、兄弟のロドリとメイリグ（英語版）と共に
- アルスヴァエル・ヘーン・アプ・リース（英語版）、（老アルスヴァエル）(785–c. 825)、ブロッホヴァエル・アプリース（Brochfael ap Rhys）と共に
- リース・アプ・アルスヴァエル Rhys ap Arthfael (c. 830–c. 840)
- ハウエル・アプ・リース（英語版） (c. 840–886)
- オーワイン・アプ・ハウエル（英語版） (886–c. 930) 
  - グリフィズ・アブ・オーワイン（英語版） (c. 930–934) ゴウエルの王
  - カドゥガン・アブ・オーワイン（英語版） (c. 930–950) 西グラウィシングの王
- 老モルガン（モルガン・ヘーン（英語版）またはモルガン・アブ・オーワインまたはモルガン・ーエン・ヴァウル）(930–974)、942年にグエント王国とグラウィシング王国を合併しモルガヌグとしたが、死後に再びすぐ分裂し、1055年頃まで分かれたままだった。
- 老モルガンの息子、オーワイン・アブ・モルガン (974–c. 983)
- オーワイン・アブ・モルガンの兄弟（イドゥアソン、ハウエル、およびカデス）（期間は不明）
- その息子、リース・アブ・オーワイン (c. 990–c. 1000)、兄弟たちとグリウィシングを共同統治
- イセル・ジー（Ithel Ddu、黒髪のイセル）、イドゥアソンの息子 (990)
  - ハウエル・アブ・オーワイン（英語版） (c. 990–c. 1043)
  - イェスティン・アブ・オーワイン (c. 990–c. 1015)
- その息子、リゼルフ・アプ・イェスティン（英語版） (c. 1015–1033)
- その息子、グリフィズ・アプ・リゼルフ（英語版） (1033–1055)
- グルガント・アブ・イセル・ジー (1033 - 1070)
- 侵略者、グリフィズ・アプ・サウェリン（英語版）、グゥイネッズ公 (1055–1063)
- グリフィズ・アプ・サウェリンの息子、カラドグ・アプ・グリフィズ（英語版） (1063–1081)、退位させて王国を乗っ取るまではグエントとモルガヌグの王カドゥガン・アプ・メイリグ（英語版）の臣下だった。
- イェスティン・アプ・グルガント（英語版） (1081–1091)

イェスティンは独立したモルガヌグの最後の統治者だった。モルガヌグはその後ノルマン人の所有物となり、グラモーガン領地となった。

#### グエント
カエル・ウェント（Caer-Went）
- エディンヴェド・アプ・アヌン、ダヴェドの統治者でもある
- アニル・アプ・ダヴヌアル（ウェールズ語版）・アプ・エドヴェドと妻の聖マドリン（英語版）・ヴェルフ・グエルセヴィル（英語版）; 「ホノリウス（Honorius）」のウェールズ語名
- イゾン・アプ・アニル Iddon ap Ynyr (480 - 490)
- （剛腕の）カラーダク（英語版）
- メイリグ・アプ・カラドグとその妻ダヴン・ヴェルフ・グリウィス
- エルビク・アプ・メイリグ Erbic ap Meurig ?

カエル・レオン（Caer-Leon）
- トゥドゥアル・アプ・アヌン Tudwal ap Anwn
- テイスリン・アプ・トゥドゥアル Teithrin ap Tudwal
- テイスヴァスト・アプ・テイスリン Teithfallt ap Teithrin（Theudebaldのウェールズ語名）
- テウドリグ（英語版）、テイスヴァストの息子 (490 – 493/517)（Theodoricのウェールズ語名）。伝承では、テウドリグにはマルヘス・ヴェルフ・テウドリグと言う娘がいた。テウドリグは娘の結婚時にブラヘイニョグを分与した。
- メイリグ・アプ・テウドリグ（英語版）、グエント王 (493/517 – 530–540)
- アスルゥイス・アプ・メイリグ（英語版）、グエント王 (530–540 - 573)
- ヴリオク・アプ・メイリグ Frioc ap Meurig、イドネルス・アプ・メイリグ Idnerth ap Meurig と共に?
- イセル・アプ・アスルゥイス Ithel ap Athrwys
- 大モルガン Morgan the Great ?
- 礼節と慈善のモルガン Morgan the Courteous and Benefactor ? (-654)
- アンスレス・アプ・モルカント Anthres ap Morcant ? (654-663)
- 裕福王モルガン（英語版） (- 730)
- イセル・アプ・モルガン（英語版） (710/715 - 735/740/745/755)
- フェルンヴァエル・アブ・イドゥアル（英語版） (- 774/777)
- アスルゥイス・アプ・フェルンヴァエル Athrwys ap Ffernfael (774-810)
- イドゥアソン・アプ・グルガント Idwallon ap Gwrgant (810-842)
- イセル・アプ・ハウエル（英語版）またはアプ・アスルゥイス? (842-848)
- メイリグ・アプ・ハウエル（英語版）またはアプ・イセル? (848-849)
- メイリグ・アプ・アルスヴァエル・ヘーン Meurig ap Arthfael Hen (849-874)
- フェルンヴァエル・アプ・メイリグ（英語版） (874-880)
- ブロフヴァエル・アプ・メイリグ Brochfael ap Meurig (880-920)
- アルスヴァエル・アプ・ハウエル Arthfael ap Hywel (-916/927)
- オーワイン・アプ・ハウエル（英語版） (920-930)
- カデス・アプ・アルスヴァエル Cadell ap Arthfael (930-940/943)
- 老モルガン（モルガン・ヘーンまたはモルガン・アブ・オーワインまたはモルガン・ヘーン・ヴァウル）(940/943–955)、942年にグエント王国とグラウィシング王国を合併しモルガヌグとしたが、死後に再びすぐ分裂し、1055年頃まで分かれたままだった。
  - ノウイ・アプ・グゥリアド・アプ・ブロフヴァエル・アプ・ロドリ・アプ・アルスヴァエル・ヘーン Nowy ap Gwriad ap Brochfael ap Rhodri ap Arthfael Hen、グエントを統治 (c. 950–c. 970) したが、オーワイン・アプ・モルガンの兄弟たちと、おそらく老モルガンの下で、共同統治（期間は不明）
- その息子、アルスヴァエル・アプ・ノウイ Arthfael ap Nowy（およそ970–983）
- その従兄弟、ロドリ・アプ・エリセズ Rhodri ap Elisedd (983–c. 1015)、兄弟と共同統治
- グリフィズ・アプ・エリセズ Gruffydd ap Elisedd (983–c. 1015)
- その従兄弟?、エドゥイン・アプ・グゥリアド（英語版） (1015–1045)
- ハウエル・アブ・オーワインの息子、メイリグ・アプ・ハウエル（フランス語版） (1045–1055)、息子と共同統治
- その息子、カドゥガン・アプ・メイリグ（英語版） (1045–1055)
- 侵略者、グリフィズ・アプ・サウェリン、グゥイネッズ公 (1055–1063)、死後は前任者が王位を継いだ。
- カドゥガン・アプ・メイリグ (1063–1074)、モルガヌグ王でもあった。
- グリフィズ・アプ・リゼルフの息子、カラドグ・アプ・グリフィズ (1075–1081)、グエント王国とモルガヌグ王国を奪った。
- イェスティン・アプ・グルガント (1081–1091)

イェスティンは独立したモルガヌグの最後の統治者だった。モルガヌグはその後ノルマン人の所有物となり、グラモーガン領地となった。
- オーワイン・アプ・カラドグ Owain ap Caradog (1081-1113/1116)

### ポウイス

#### ポウイス王

##### グエルセリオン家
- グルセイルン Gwrtheyrn（上級王ヴォーティガン）
- カデイェルン・ヴェンディガイド（英語版） c. 430 – 447。グルセイルンの高名な長男。オセールの聖ゲルマヌス（英語版）より祝福された
- カデス・ジルンスグ（英語版）（光り輝く柄のカデス）c. 447 – 460
- リズヴェズ・ヴリッヒ（英語版） c. 480
- カンゲン・グロドリズ（英語版） c. 500
- パスゲン・アプ・カンゲン（英語版） c. 530
- モルガン・アプ・パスゲン（英語版） c. 540
- ブロフエル・イスギスログ（英語版）（牙のブロフエル）c. 550
- カナン・ガルゥイン（英語版）（白腿のカナン）(?–610)
- セリヴ・アプ・カナン（英語版） (610–613)
- マヌガン・アプ・セリヴ（英語版） (613)
- エイルズ・ポウイス（英語版） (613–?)
- ベリ・アプ・エイリズ（英語版） vers 655
- グゥイログ・アプ・ベリ（英語版） (695?–725)
- エリセズ・アプ・グゥイログ（英語版） (725–755?)
- ブロフヴァエル・アプ・エリセズ（英語版） (755?–773)
- カデス・アプ・ブロフヴァエル（英語版） (773–808)
- カンゲン・アプ・カデス（英語版） (808–854) - 王位はグゥイネッズに奪われ、ローマへ亡命した。

##### マナウ家
- グゥイネッズの大ロドリ (854–878)、一部の写本によれば、母親のNestから継承したということになっている。他の写本（例えばMostyn写本117）は母親をエッシスト・ヴェルフ・カナン（Essyllt ferch Cynan、グゥイネッズのカナン・ディンダエスゥイの娘と考えられる）としている。
- メルヴィン・アプ・ロドリ（英語版） (878–900) アベルフラウ家
- サウェリン・アプ・メルヴィン（英語版） (900–942) アベルフラウ家
- ハウエル・ザー (942–950) ディネヴル家、マナウのアベルフラウ系統から王位を奪う
- オーワイン・アプ・ハウエルl (950–986) その後はディネヴル家の庶家によって統治され、マスラヴァル（英語版）朝が確立された
- マレディズ・アプ・オーワイン（英語版） (986–999)
- サウェリン・アプ・セイサス（英語版） (999–1023)、マレディズ・アブ・オーワインの娘アンハラドの夫
- リゼルフ・アプ・イェスティン（英語版） (1023–1033)
- イヤゴ・アプ・イドゥアル（英語版） (1033–1039)
- グリフィズ・アプ・サウェリン (1039–1063)

#### マスラヴァル家のポウイス公
- ブレジン・アプ・キンヴィン (1063–1075)
- ヨルウェルス・アプ・ブレジン（英語版） (1075–1103 (一部))
- カドゥガン・アプ・ブレジン（英語版） (1075–1111 (一部))
- オーワイン・アプ・カドゥガン（英語版） (1111–1116 (一部))
- マレディズ・アプ・ブレジン（英語版） (1116–1132)
- マドグ・アプ・マレディズ (1132–1160)

1160年からポウイスは2つの地域に分かれた。南部は後にポウイス・ウェヌゥイヌゥイン（グウェンウィンウィン・アブ・オーワイン・"カヴェイリョグ"・アプ・マドグに因む）、北部はポウイス・ヴァドグ（マドグ・アプ・グリフィズ・"マエロル"・アプ・マドグ）と呼ばれた。